# WCW Monday Nitro
WCW Monday Nitro, cunoscut și sub numele de WCW Nitro sau pur și simplu Nitro, a fost un program de televiziune american de wrestling profesionist, produs de World Championship Wrestling (WCW) și difuzat săptămânal în fiecare luni seară pe TNT în Statele Unite, între 4 septembrie 1995 și 26 martie 2001.
Creat de Eric Bischoff și Ted Turner, premiera emisiunii a fost remarcabilă pentru declanșarea unei perioade de televiziune cunoscute sub numele de „Războiul de luni seara”. Pe întreaga durată a emisiunii, Nitro s-a confruntat în ratinguri cu Monday Night Raw, emisiunea World Wrestling Federation (WWF; acum WWE). Deși comparabil cu Raw ca popularitate de la început, Nitro a început să domine în ratinguri, bazat în mare parte pe puterea New World Order (nWo), un grup de wrestleri rebeli care doreau să preia controlul asupra WCW. Începând cu iunie 1996, Nitro a învins Raw în ratinguri timp de 83 de săptămâni consecutive, forțându-l pe proprietarul WWF, Vince McMahon, să inaugureze „Era Atitudinii”, o eră mai orientată spre adulți. În aprilie 1998, Raw a învins Nitro în ratinguri pentru prima dată în aproape doi ani. Emisiunile Nitro au continuat să câștige ratinguri până în noiembrie 1998, când Raw a depășit definitiv Nitro.
Pe lângă transmisiunile din diverse arene și locații din Statele Unite și Canada, cum ar fi Mall of America din Bloomington, Minnesota (de unde a fost difuzat primul episod), Nitro a organizat și transmisiuni speciale din studiourile Disney-MGM din Orlando în 1996; a difuzat episoade anuale Spring Break-Out din Panama City Beach, Florida sau South Padre Island, Texas, începând cu martie 1997; și a filmat câteva episoade în Australia și Regatul Unit în toamna anului 2000.
Începând cu 30 iunie 2023, toate episoadele sunt disponibile pe WWE Network și Peacock. WWE a lansat, de asemenea, trei seturi de DVD-uri Best of WCW Monday Nitro.